# Жуантобинський сільський округ (Шиєлійський район)
Жуантоби́нський сільський округ (каз. Жуантөбе ауылдық округі, рос. Жуантобнский сельский округ) — адміністративна одиниця у складі Шиєлійського району Кизилординської області Казахстану. Адміністративний центр та єдиний населений пункт — село Алгабас.
Населення — 3405 осіб (2021; 2803 у 2009, 2647 у 1999, 2265 у 1989).
Станом на 1989 рік існувала Жуантобинська сільська рада (села Алгабас, Леніна). Пізніше село Бестам (колишнє Леніна) утворило окремий Бестамський сільський округ.